# Sexe, Violence, Rap et Flooze
Albums de Busta Flex
Busta Flex
(1998) Éclipse
(2002)
Sexe, Violence, Rap et Flooze est le deuxième album du rappeur Busta Flex.

## Liste des titres
1. Intro
2. Black
3. Lyrics d'enfoirés feat. Sully Sefil
4. Sexe, violence, rap et flooze
5. Hip-Hop forever feat. DJ Goldfingers
6. On cherche le gen-ar
7. Fonky Sex
8. Neil, Flex et F2 L'Ile feat. Neil et F2 l'ile
9. Outro feat. DJ Goldfingers
10. Black (version non censurée) [Bonus track]